# Atletisme als Jocs Olímpics d'Estiu de 1992
Als Jocs Olímpics d'Estiu de 1992 celebrats a la ciutat de Barcelona (Catalunya) es disputaren 43 proves atlètiques, 24 en categoria masculina i 19 en categoria femenina. Les proves es disputaren a l'Estadi Olímpic de Montjuïc entre els dies 31 de juliol i 9 d'agost de 1992. La prova de marató va tenir la seva sortida a Mataró.
Hi participaren un total de 1.725 atletes, entre ells 1.104 homes i 622 dones, de 156 comitès nacionals diferents.

## Fets destacats
Al llarg de la competició es trencaren catorze rècords del món, vuit en categoria masculina i sis en femenina. Dels 39 campions del món d'atletisme sorgits del Campionat del Món d'atletisme 1991 celebrats a Tòquio el 1991 només tres van aconseguir guanyar el títol als Jocs Olímpics, la francesa Marie-José Perec en els 400 m, l'alemana Heike Henkel en el salt d'alçada i l'algeriana Hassiba Boulmerka en els 1.500 m. Tres dels "inqüestionables" favorits, l'ucraïnès Serguei Bubka no aconseguí classificar-se per la final, el nord-americà Michael Johnson fou eliminat a les semifinals dels 200 m i l'algerià Noureddine Morceli fou setè a la final dels 1.500 m.
El 6 d'agost en els 400 metres tanques el nord-americà Kevin Young, amb un temps de 46,78 s, aconseguí trencar el rècord d'Edwin Moses establert el 1983 amb 
47,02 s. El 8 d'agost en el 4x100 metres l'equip nord-americà integrat per Michael Marsh, Leroy Burrell, Dennis Mitchell i Carl Lewis aconseguí trencar el rècord del món amb un temps de 37,40 s; i el també equip nord-americà de 4x400 metres, integrat per Andrew Valmon, Quincy Watts, Michael Johnson i Steve Lewis ho feu amb un temps de 2 minuts 55 segons i 74 mil·lèsimes.

## Resum de medalles

### Categoria masculina
| Prova                          | Or | Or           | Argent                                                                              | Argent  | Bronze                                                                                                   | Bronze  |
| 100 m detalls                  | Linford Christie                                                                                            | 9.96         | Frankie Fredericks                                                                  | 10.02   | Dennis Mitchell                                                                                          | 10.04   |
| 200 m detalls                  | Michael Marsh                                                                                               | 20.01        | Frankie Fredericks                                                                  | 20.13   | Michael Bates                                                                                            | 20.38   |
| 400 m detalls                  | Quincy Watts                                                                                                | 43.50        | Steve Lewis                                                                         | 44.21   | Samson Kitur                                                                                             | 44.24   |
| 800 m detalls                  | William Tanui                                                                                               | 1:43.66      | Nixon Kiprotich                                                                     | 1:43.70 | Johnny Gray                                                                                              | 1:43.97 |
| 1.500 m detalls                | Fermin Cacho                                                                                                | 3:40.12      | Rachid El Basir                                                                     | 3:40.62 | Mohammed Suleiman                                                                                        | 3:40.69 |
| 5.000 m detalls                | Dieter Baumann                                                                                              | 13:12.5      | Paul Bitok                                                                          | 13:12.7 | Fita Bayisa                                                                                              | 13:13.0 |
| 10.000 m detalls               | Khalid Skah                                                                                                 | 27:46.7      | Richard Chelimo                                                                     | 27:47.7 | Addis Abebe                                                                                              | 28:00.0 |
| Marató detalls                 | Hwang Young-Cho                                                                                             | 2:13:23      | Koichi Morishita                                                                    | 2:13:45 | Stephan Freigang                                                                                         | 2:14:00 |
| 110 m tanques detalls          | Mark McKoy                                                                                                  | 13.12        | Tony Dees                                                                           | 13.24   | Jack Pierce                                                                                              | 13.26   |
| 400 m tanques detalls          | Kevin Young                                                                                                 | 46.78 (RM)   | Winthrop Graham                                                                     | 47.66   | Kriss Akabusi                                                                                            | 47.82   |
| 3.000 m obstacles detalls      | Matthew Birir                                                                                               | 8:08.84      | Patrick Sang                                                                        | 8:09.55 | William Mutwol                                                                                           | 8:10.74 |
| 4x100 m relleus detalls        | Estats UnitsMichael Marsh · Leroy Burrell · Dennis Mitchell · Carl Lewis · James Jett*                      | 37.40 (RM)   | NigèriaOluyemi Kayode · Chidi Imoh · O. Adeniken · Davidson Ezinwa · Osmond Ezinwa* | 37.98   | CubaAndrés Simón · Joel Lamela · Joel Isasi · Jorge Aguilera                                             | 38.00   |
| 4x400 m relleus detalls        | Estats UnitsAndrew Valmon · Quincy Watts · Michael Johnson · Steve Lewis · Darnell Hall* · Charles Jenkins* | 2:55.74 (RM) | CubaLázaro Martínez · Héctor Herrera · Norberto Téllez · Roberto Hernández          | 2:59.51 | Regne UnitRoger Black · David Grindley · Kriss Akabusi · John Regis · Du'aine Ladejo* · Mark Richardson* | 2:59.73 |
| 20 km marxa detalls            | Daniel Plaza                                                                                                | 1:21.25      | Guillaume LeBlanc                                                                   | 1:22.25 | Giovanni De Benedictis                                                                                   | 1:23.11 |
| 50 km marxa detalls            | Andrei Pérlov                                                                                               | 3:50.13      | Carlos Mercenario                                                                   | 3:52.09 | Ronald Weigel                                                                                            | 3:53.45 |
| Salt de llargada detalls       | Carl Lewis                                                                                                  | 8.67 m       | Mike Powell                                                                         | 8.64 m  | Joe Greene                                                                                               | 8.34 m  |
| Triple salt detalls            | Mike Conley                                                                                                 | 18.17 m      | Charles Simpkins                                                                    | 17.60 m | Frank Rutherford                                                                                         | 17.36 m |
| Salt d'alçada detalls          | Javier Sotomayor                                                                                            | 2.34 m       | Patrik Sjöberg                                                                      | 2.34 m  | Hollis Conway                                                                                            | 2.34 m  |
| Salt d'alçada detalls          | Javier Sotomayor                                                                                            | 2.34 m       | Patrik Sjöberg                                                                      | 2.34 m  | Tim Forsyth                                                                                              | 2.34 m  |
| Salt d'alçada detalls          | Javier Sotomayor                                                                                            | 2.34 m       | Patrik Sjöberg                                                                      | 2.34 m  | Artur Partyka                                                                                            | 2.34 m  |
| Salt amb perxa detalls         | Maksim Taràssov                                                                                             | 5.80 m       | Igor Trandenkov                                                                     | 5.80 m  | Javier García                                                                                            | 5.75 m  |
| Llançament de pes detalls      | Mike Stulce                                                                                                 | 21.70 m      | Jim Doehring                                                                        | 20.96 m | Vyacheslav Lykho                                                                                         | 20.94 m |
| Llançament de disc detalls     | Romas Ubartas                                                                                               | 65.12 m      | Jürgen Schult                                                                       | 64.94 m | Roberto Moya                                                                                             | 64.12 m |
| Llançament de javelina detalls | Jan Železný                                                                                                 | 89.66 m      | Seppo Räty                                                                          | 86.60 m | Steve Backley                                                                                            | 83.38 m |
| Llançament de martell detalls  | Andrei Abduvalíev                                                                                           | 82.54 m      | Igor Astapkovich                                                                    | 81.96 m | Igor Nikulin                                                                                             | 81.38 m |
| Decatló detalls                | Robert Změlík                                                                                               | 8611         | Antonio Peñalver                                                                    | 8412    | Dave Johnson                                                                                             | 8309    |

* Atletes que participaren en les sèries i que també foren guardonats amb la corresponent medalla.
RM: rècord mundial
RO: rècord olímpic

### Categoria femenina
| Prova                          | Or | Or      | Argent | Argent  | Bronze                                                                    | Bronze  |
| 100 m detalls                  | Gail Devers                                                                                                | 10.82   | Juliet Cuthbert                                                                                              | 10.83   | Irina Privalova                                                           | 10.84   |
| 200 m detalls                  | Gwen Torrence                                                                                              | 21.81   | Juliet Cuthbert                                                                                              | 22.02   | Merlene Ottey                                                             | 22.09   |
| 400 m detalls                  | Marie-José Perec                                                                                           | 48.83   | Olga Bryzgina                                                                                                | 49.05   | Ximena Restrepo                                                           | 49.64   |
| 800 m detalls                  | Ellen van Langen                                                                                           | 1:55:54 | Liliya Nurutdinova                                                                                           | 1:55:99 | Ana Fidelia Quirot                                                        | 1:56.80 |
| 1.500 m detalls                | Hassiba Boulmerka                                                                                          | 3:55.30 | Lyudmila Rogachova                                                                                           | 3:56.91 | Qu Yunxia                                                                 | 3:57.08 |
| 3.000 m detalls                | Ielena Romanova                                                                                            | 8:46.04 | Tetyana Dorovskikh                                                                                           | 8:46.85 | Angela Chalmers                                                           | 8:47.22 |
| 10.000 m detalls               | Derartu Tulu                                                                                               | 31:06.0 | Elana Meyer                                                                                                  | 31:11.7 | Lynn Jennings                                                             | 31:19.8 |
| Marató detalls                 | Valentina Yegorova                                                                                         | 2:32:41 | Yuko Arimori                                                                                                 | 2:32:49 | Lorraine Moller                                                           | 2:33:59 |
| 100 m tanques detalls          | Voula Patoulidou                                                                                           | 12.64   | LaVonna Martin                                                                                               | 12.69   | Yordanka Donkova                                                          | 12.70   |
| 400 m tanques detalls          | Sally Gunnell                                                                                              | 53.23   | Sandra Farmer                                                                                                | 53.69   | Janeene Vickers                                                           | 54.31   |
| 4x100 m relleus detalls        | Estats UnitsEvelyn Ashford · Esther Jones · Carlette Guidry · Gwen Torrence · Michelle Finn*               | 42.11   | Equip UnificatO. Bogoslovskaya Galina Malchugina M. Trandenkova Irina Privalova                              | 42.16   | NigèriaBeatrice Utondu · Faith Idehen · Christy Opara · Mary Onyali       | 42.81   |
| 4x400 m relleus detalls        | Equip UnificatYelena Ruzina L. Dzhigalova Olga Nazarova Olga Bryzgina Liliya Nurutdinova* Marina Shmonina* | 3:20.20 | Estats UnitsNatasha Kaiser · Gwen Torrence · Jearl Miles · Rochelle Stevens · Denean Hill* · Dannette Young* | 3:20.92 | Regne UnitPhylis Smith · Sandra Douglas · Jennifer Stoute · Sally Gunnell | 3:24.23 |
| 10 km marxa detalls            | Chen Yueling                                                                                               | 44:32   | Yelena Nikolayeva                                                                                            | 44:33   | Li Chunxiu                                                                | 44:41   |
| Salt de llargada detalls       | Heike Drechsler                                                                                            | 7.14 m  | Inessa Kravets                                                                                               | 7.12 m  | Jackie Joyner                                                             | 7.07 m  |
| Salt d'alçada detalls          | Heike Henkel                                                                                               | 2.02 m  | Alina Astafei                                                                                                | 2.00 m  | Ioamnet Quintero                                                          | 1.97 m  |
| Llançament de pes detalls      | Svetlana Krivelyova                                                                                        | 21.06 m | Huang Zhihong                                                                                                | 20.47 m | Kathrin Neimke                                                            | 19.78 m |
| Llançament de disc detalls     | Maritza Martén                                                                                             | 70.06 m | Tsvetanka Khristova                                                                                          | 67.78 m | Daniela Costian                                                           | 66.24 m |
| Llançament de javelina detalls | Silke Renk                                                                                                 | 68.34 m | Natalya Shikolenko                                                                                           | 68.26 m | Karen Forkel                                                              | 66.86 m |
| Heptatló detalls               | Jackie Joyner                                                                                              | 7044    | Irina Belova                                                                                                 | 6845    | Sabine Braun                                                              | 6649    |

* Atletes que participaren en les sèries i que també foren guardonats amb la corresponent medalla.
RM: rècord mundial
RO: rècord olímpic

## Medaller
| Posició | País            | Or | Argent | Bronze | Total |
| 1       | Estats Units    | 12 | 8      | 10     | 30    |
| 2       | Equip Unificat  | 7  | 11     | 3      | 21    |
| 3       | Alemanya        | 4  | 1      | 5      | 10    |
| 4       | Kenya           | 2  | 4      | 2      | 8     |
| 5       | Cuba            | 2  | 1      | 4      | 7     |
| 6       | Espanya         | 2  | 1      | 1      | 4     |
| 7       | Regne Unit      | 2  | 0      | 4      | 6     |
| 8       | Txecoslovàquia  | 2  | 0      | 0      | 2     |
| 9       | R.P. de la Xina | 1  | 1      | 2      | 4     |
| 10      | Canadà          | 1  | 1      | 1      | 3     |
| 11      | Marroc          | 1  | 1      | 0      | 2     |
| 12      | Etiòpia         | 1  | 0      | 2      | 3     |
| 13      | Algèria         | 1  | 0      | 0      | 1     |
| 13      | Corea del Sud   | 1  | 0      | 0      | 1     |
| 13      | França          | 1  | 0      | 0      | 1     |
| 13      | Grècia          | 1  | 0      | 0      | 1     |
| 13      | Lituània        | 1  | 0      | 0      | 1     |
| 13      | Països Baixos   | 1  | 0      | 0      | 1     |
| 19      | Jamaica         | 0  | 3      | 1      | 4     |
| 20      | Japó            | 0  | 2      | 0      | 2     |
| 20      | Namíbia         | 0  | 2      | 0      | 2     |
| 22      | Bulgària        | 0  | 1      | 1      | 2     |
| 22      | Nigèria         | 0  | 1      | 1      | 2     |
| 24      | Finlàndia       | 0  | 1      | 0      | 1     |
| 24      | Mèxic           | 0  | 1      | 0      | 1     |
| 24      | Romania         | 0  | 1      | 0      | 1     |
| 24      | Suècia          | 0  | 1      | 0      | 1     |
| 24      | Sud-àfrica      | 0  | 1      | 0      | 1     |
| 29      | Austràlia       | 0  | 0      | 2      | 2     |
| 30      | Bahames         | 0  | 0      | 1      | 1     |
| 30      | Colòmbia        | 0  | 0      | 1      | 1     |
| 30      | Itàlia          | 0  | 0      | 1      | 1     |
| 30      | Nova Zelanda    | 0  | 0      | 1      | 1     |
| 30      | Polònia         | 0  | 0      | 1      | 1     |
| 30      | Qatar           | 0  | 0      | 1      | 1     |